# Elbruszi járás

Az Elbruszi járás a Kabard- és Balkárföldön

Az Elbruszi járás (oroszul Эльбрусский район, kabard nyelven уащхьэмахуэ къедзыгъуэ, balkár nyelven Эльбрус район) Oroszország egyik járása a Kabard- és Balkárföldön. Székhelye Tirniauz.

## Népesség
- 1989-ben 38 893 lakosa volt.
- 2002-ben 35 968 lakosa volt, melyből 23 192 balkár (64,5%), 6 059 orosz (16,8%), 3 852 kabard (10,7%), 376 ukrán, 229 oszét, 54 német, 26 koreai, 25 zsidó, 18 török.
- 2010-ben 36 260 lakosa volt, melyből 25 196 balkár (69,5%), 5 237 orosz (14,4%), 3 497 kabard (9,6%).

A balkárok részaránya a járás székhelyén a legalacsonyabb, nem egészen 50%, az oroszok és kabardok részaránya ebből kifolyólag itt magasabb a járási átlagnál.